# Episodi di Biohacker (seconda stagione)
La seconda stagione della serie televisiva Biohacker, composta da 6 episodi, è stata interamente pubblicata sul servizio di streaming Netflix il 9 luglio 2021.
| nº | Titolo originale | Titolo italiano | Pubblicazione originale | Pubblicazione Italia |
| -- | ---------------- | --------------- | ----------------------- | -------------------- |
| 1  | Aufwachen        | Svegliarsi      | 9 luglio 2021           | 9 luglio 2021        |
| 2  | Feinde           | Nemici          | 9 luglio 2021           | 9 luglio 2021        |
| 3  | Partner          | Alleate         | 9 luglio 2021           | 9 luglio 2021        |
| 4  | Vergessen        | Dimenticare     | 9 luglio 2021           | 9 luglio 2021        |
| 5  | Finden           | Trovare         | 9 luglio 2021           | 9 luglio 2021        |
| 6  | Erinnerung       | Ricordare       | 9 luglio 2021           | 9 luglio 2021        |

## Svegliarsi
- Titolo originale: Aufwachen
- Diretto da: Christian Ditter
- Scritto da: Christian Ditter

### Trama
Mia si sveglia al laboratorio dell'università, disorientata e insicura di ciò che la circonda. Si rende presto conto che le cose sono cambiate e non ha memoria degli ultimi tre mesi. Il suo vecchio appartamento è vuoto, Jasper la informa che sono una coppia, Niklas si rifiuta di parlarle e i suoi coinquilini le dicono che ultimamente è stata diversa. Gli esami medici la mostrano in perfetta salute, anche se scopre uno strano tatuaggio sul braccio. Brevi lampi di memoria rivelano eventi accaduti dal rapimento e Mia inizia a ricostruire ciò che ha dimenticato per dare un senso alla sua nuova realtà.

## Nemici
- Titolo originale: Feinde
- Diretto da: Christian Ditter
- Scritto da: Christian Ditter

### Trama
Mia si ritrova nell'appartamento di Niklas, a Strasburgo. Lei tenta una riconciliazione, ma lui la respinge. Dopo aver tentato senza successo di ottenere informazioni su Tanja Lorenz all'università, parla con il suo compagno di stanza Ole, che per caso sa dove risiede la professoressa caduta in disgrazia. Mia va ad affrontare la Lorenz, che ora vive con sua madre e attende una possibile condanna per aver condotto un lavoro scientifico illegale. L'incontro non va bene e Mia esce a mani vuote. La sua coinquilina Lotta riceve una telefonata misteriosa e in seguito invita Mia a incontrare i suoi genitori. Mia accetta, e mentre sta uscendo con i suoi tre coinquilini, riceve una chiamata da Lorenz, che sembra aver cambiato idea sull'aiutarla a capire cosa è successo.

## Alleate
- Titolo originale: Partner
- Diretto da: Tim Trachte
- Scritto da: Christian Ditter

### Trama
Mia è stata avvertita da Lorenz che il padre di Lotta, il barone von Fürstenberg, è stato colui che ha finanziato tutte le sue ricerche. Il barone invita Mia a un gala che sta tenendo, ma lei rifiuta. Viene avvicinata in bagno dal fratello di Lotta, che sostiene che abbiano avuto una storia occasionale. Avendo saputo da Lorenz che il barone ha un libro rosso dove tiene tutti i suoi appunti, Mia decide di andare al gala dopotutto, accompagnata da Jasper. Una volta lì, si intrufola nell'ufficio del barone, ma invece di trovare il libro, scopre gli appunti che il suo terapeuta ha preso su di lei per tutto il tempo. Mentre esce, vede l'uomo che l'ha rapita alla fine della prima stagione, Andreas Winter. Mentre lei e Jasper stanno lasciando il complesso del barone, la loro auto viene fermata dalla sicurezza e Winter appare al finestrino di Mia.

## Dimenticare
- Titolo originale: Vergessen
- Diretto da: Tim Trachte
- Scritto da: Miriam Rechel

### Trama
Andreas Winter controlla la borsa di Mia senza trovare nulla. Successivamente chiede spiegazioni al barone circa la presenza della ragazza alla festa, la cui risposta è "devo tener d'occhio i miei investimenti". Dopo un controllo in ospedale viene comunicato a Mia che le restano solo due mesi di vita al massimo. Il neurologo le dice che ha una forma degenerativa della malattia di Creutzfeldt-Jakob. Mia crede che la sua condizione sia reversibile. Grazie all'aiuto di Lorenz e Ole, viene recuperata la cronologia degli spostamenti di Winter da cui si desume dove possa essere il laboratorio in cui Mia era stata in precedenza segregata dopo essere stata rapita. Jasper fa visita al barone dicendogli "abbiamo un problema".

## Trovare
- Titolo originale: Finden
- Diretto da: Tim Trachte
- Scritto da: Tanja Bubbel

### Trama
Jasper riferisce tutte le informazioni raccolte al barone mettendolo in guardia da Mia. Si capisce subito la strategia in quanto la ragazza esce dal retro della macchina di Jasper parcheggiata nella villa. Perlustrando tutta l'area della tenuta riesce a trovare il laboratorio segreto dove è stata rinchiusa. Mia riesce a trovare anche i filmati degli esperimenti che le ha fatto Winter informando tempestivamente la Lorenz affinché trovi una cura. Jasper nel tentativo di recuperare Mia dal laboratorio, al cui interno stanno per accedervi il barone e Winter, viene scoperto e catturato. Il barone scopre che Jasper è in contatto con la Lorenz e si precipita da lei riferendo a Winter di occuparsi del ragazzo. Lotta scopre cosa sta combinando Mia e cerca di mettersi in contatto con suo padre. Si confronta con i suoi coinquilini e riferisce loro di andarsene. Mia esce allo scoperto poco prima che Winter inietti una dose di Oblivion (siero che cancella la memoria sviluppato da Winter) a Jasper. Winter riferisce a Mia che è stata lei a decidere di sottoporsi volontariamente agli esperimenti, mostrandole un video a dimostrazione. Mia non ci crede e durante la colluttazione prendono fuoco delle bombole causando un'esplosione che colpisce in pieno Winter.

## Ricordare
- Titolo originale: Erinnerung
- Diretto da: Tim Trachte
- Scritto da: Christian Ditter

### Trama
Mia e Jasper dopo aver fatto scattare l'allarme antincendio, riescono a scappare dal laboratorio lasciando Winter in fin di vita. Successivamente riescono ad avvertire la Lorenz della trappola tesa dal barone e si danno appuntamento presso la clinica al fine di curare Mia. Lotta arriva alla tenuta e vede Winter portato via su una barella dal personale di emergenza. Trova il laboratorio segreto e suo padre le svela un segreto di famiglia raccontandole la verità. Lorenz con l'aiuto di Jasper, Ole, Chen-Lu, Niklas e Monique riescono a curare Mia utilizzando l'interfaccia cerebrale. Mia riacquista tutti i ricordi perduti, ma al suo risveglio trova i suoi amici legati e prigionieri del barone e di sua figlia Lotta. Durante uno scontro Mia e il barone restano feriti. In ospedale il barone riferisce a Lotta e suo fratello di fare una cosa per la famiglia. Poco dopo un colpo d'arma da fuoco colpisce la Lorenz in pieno addome davanti agli occhi di Mia.